# 千葉市立さつきが丘中学校
千葉市立さつきが丘中学校（ちばしりつ さつきがおかちゅうがっこう）は、千葉県千葉市花見川区さつきが丘二丁目にある公立中学校。略称は「さつき中」「さっ中」。

## 概要
1972年（昭和47年）11月1日開校。千葉市花見川区の中部に位置し、周囲にはさつきが丘団地や一軒家をはじめ、西側には森林や田畑も目立つ。
生徒数、学級数はそれぞれ昭和62年の約900人、21学級をピークとし、その後は現在に至るまで緩やかに減少し続けている。

## 沿革
以下、主要なもののみ記載。
- 1972年（昭和47年）11月1日 - 開校　初代校長 成田貞一 着任
  - 11月20日 - 校章及び校歌制定　学区公団住宅入居開始　転入生徒受付業務開始
  - 12月14日 - 開校式ならびに校章・校歌披露式挙行
- 1974年（昭和49年）10月7日 - 体育館落成記念式挙行
- 1977年（昭和52年）4月1日 - 千葉市教育委員会より保健体育科教育研究指定校となる
  - 4月16日 - プレハブ校舎(木工・金工室)完成
- 1978年（昭和53年）10月24日 - 公開研究発表(保健体育科)
- 1979年（昭和54年）3月31日 - 第二期鉄筋増築校舎完成(管理室2室　普通教室5室　特別教室2室　図書室1室)
  - 11月7日 - 千葉県学校体育優良校受賞

1980年（昭和55年）4月1日 - 千葉県/千葉市教育委員会より視聴覚教育研究指定校となる
- 1981年（昭和56年）1月9日 - 科学技術庁長官より創意工夫育成功労学校賞受賞
  - 3月31日 - 第三期鉄筋増築校舎完成(技術木工室　給食配膳室　美術室)
  - 10月23日 - ソニー化学賞優秀校受賞
  - 11月10日 - 創立10周年記念公開授業研究発表(視聴覚教育)
- 1982年（昭和57年）3月31日 - 第四期鉄筋増築校舎完成(普通教室5室　保健室　放送室　資料室2室)
  - 11月6日 - 視聴覚教育学校教育部門において文部大臣賞受賞
- 1985年（昭和60年）1月13日 - 体育館ステージ工事完成
- 1992年（平成4年）11月7日 - 創立20周年記念式典実施
- 2001年（平成13年）11月7日 - 創立30周年記念式典実施
- 2011年（平成23年）11月12日 - 創立40周年記念式典実施
- 2014年（平成26年）1月23日 - 耐震工事及びエレベーター完成
- 2020年（令和2年）3月19日 - トイレ改修工事完了
- 2021年（令和3年）7月 - 部員の減少に伴い美術部廃部
  - 10月15日 - 創立50周年記念式典実施
- 2024年（令和6年） - 部員数の減少に伴い、サッカー部の無期限の休部決定

## 教育
2024年（令和6年）現在、学校教育目標「豊かな心と知性を持ち、心身ともにたくましい生徒の育成」をもとに、使命を「生徒のわからないことをわかるようにする、生徒のできないことをできるようにする」と制定し、教育活動を実施している。

## 学区
- 花見川区さつきが丘1丁目
- 花見川区さつきが丘2丁目
- 花見川区宮野木台
- 花見川区畑町の一部

## 部活動
すべて2024年現在のものである。
（運動系）
- サッカー部（休止中）
- ソフトテニス部
- バスケットボール部
- バドミントン部
- バレー部
- 野球部

（文化系）
- 家庭科部
- 吹奏楽部

## 交通
路線バス
- JR東日本総武本線新検見川駅から、京成バスさつきが丘団地行き乗車、さつきが丘第二バス停下車。徒歩5分程度。
- JR東日本総武本線稲毛駅から、京成バスさつきが丘団地行き乗車、さつきが丘第二バス停下車。徒歩5分程度。
- JR東日本京葉線検見川浜駅から、京成バス草野車庫行き乗車、さつきが丘第二バス停下車。徒歩5分程度。（但し、平日限定。）

## 周辺施設
- 千葉市立さつきが丘西小学校
- 青い鳥第二幼稚園
- さつきが丘幼稚園
- さつきが丘名店街
- さつきが丘西公園
- 神場公園
- 花見川
- 花見川サイクリングロード
- さつきが丘団地

## 著名な出身者
- ダブルネーム
- 新垣隆[2]
- 山里亮太[2][3]